# Southwestern Exposition and Livestock Show
Il Southwestern Exposition and Livestock Show, chiamato anche Fort Worth Stock Show and Rodeo è un grande evento continuo di esposizione di animali (Livestock Show) e rodeo situato in Fort Worth stato del Texas, Stati Uniti d'America.
Anche altre città organizzano simili eventi: la State Fair of Texas (Dallas), il Mesquite Championship Rodeo e il San Antonio Stock Show & Rodeo

## Storia

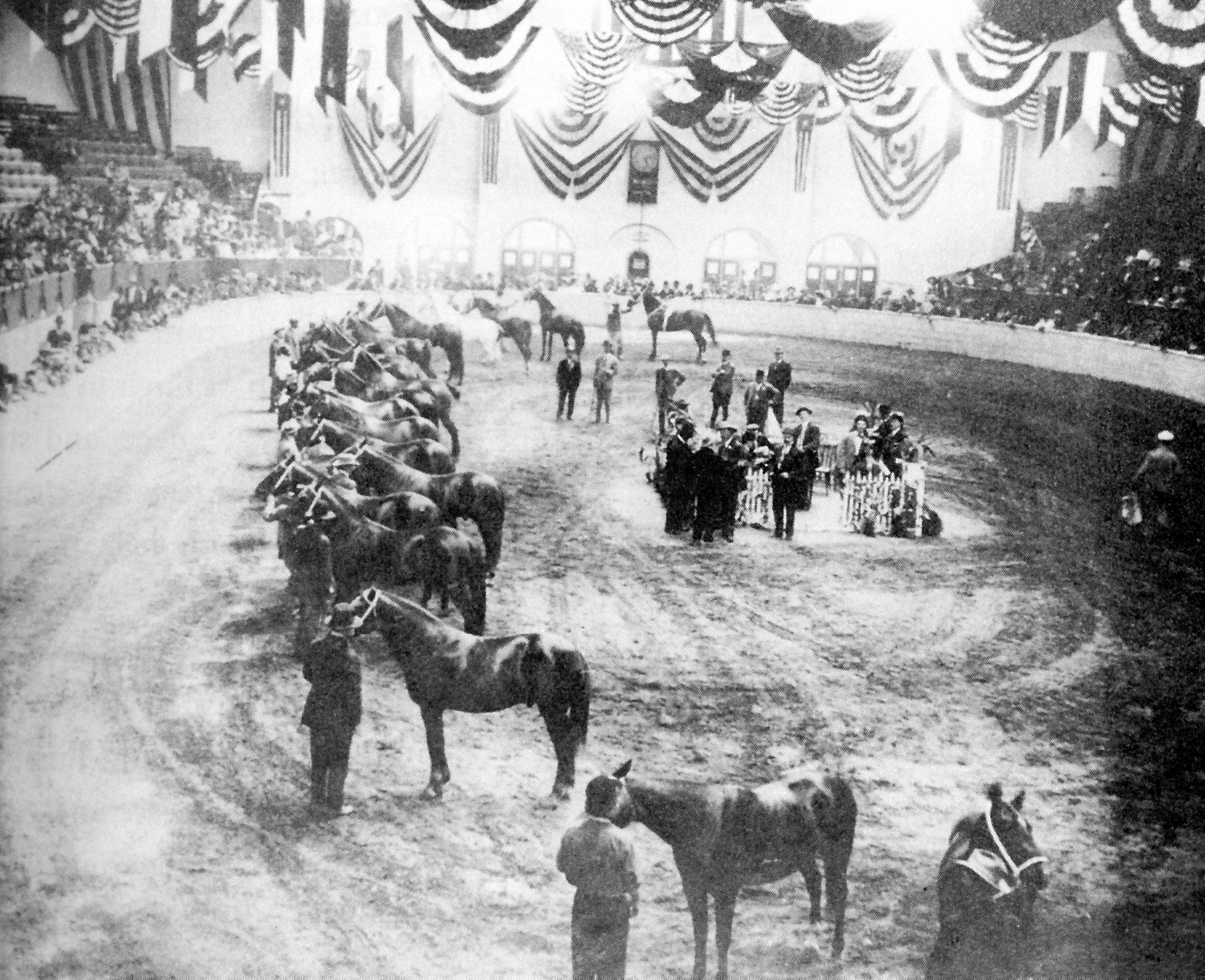
Southwestern Exposition and Livestock Show:Foto scattata nel 1908

Alla fine dell'Ottocento alcuni allevatori locali di bestiame mostrarono interesse per un'esposizione dei loro migliori capi, in particolare, fra i vari, Charles McFarland e Charles riuscirono nel 1896 ad effettuare il primo Livestock Show
Per quanto riguarda i rodeo, fu grazie all'idea suggerita da Ray McKinley nel 1917, che l'anno seguente fu svolto il primo rodeo.